# インターナショナル・マーケットプレイス・ミニストリー
インターナショナル・マーケットプレイス・ミニストリー（英語: International Marketplace Ministry ; IMM）は、金山昌秀が2013年5月に日本で設立したキリスト教系宗教団体である。

## 概要
金山昌秀は、2011年3月の東日本大震災を契機として日本で宗教活動を行うようになり、2013年5月にインターナショナル・マーケットプレイス・ミニストリーを創設した。教団のホームページには日本の神社や寺に油を振りかける映像をアップしていた。教団には「ヒソップの油」なる液体を信者の額に塗る儀式がある。